# زيزفون لبدي

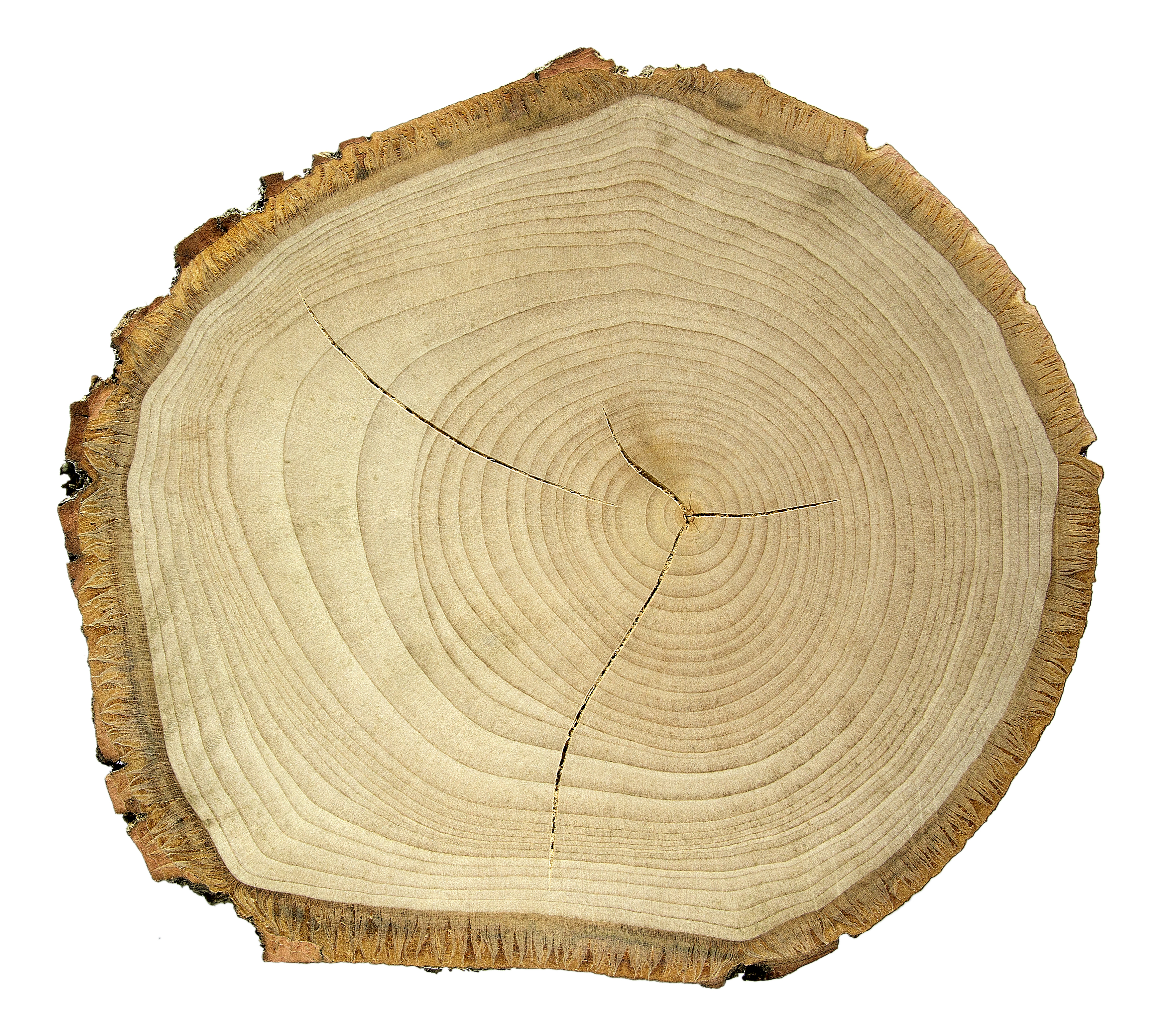
Tilia tomentosa

الزيزفون اللبدي أو الفضي (الاسم العلمي: Tilia tomentosa) هو جنس نباتي يتبع جنس زيزفون من الفصيلة الخبازية.
موطنه الأصلي المناطق ذات مناخ معتدل وفي نصف الأرض الشمالي. يمكن أن يصل ارتفاع الشجرة إلى 20-30 متر.

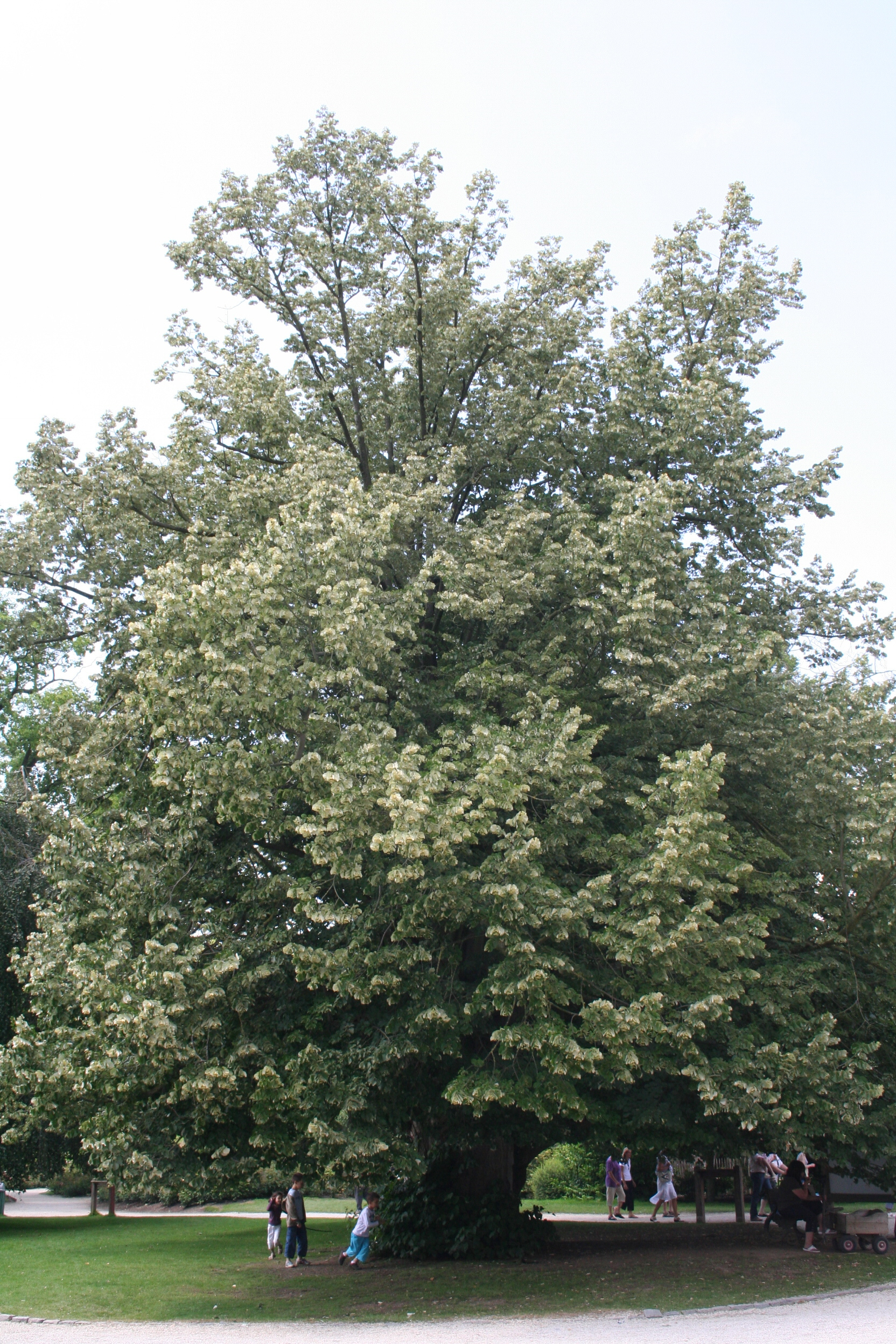
شجرة تيليا في متنزه عام في بلجيكا